# Cyptotrama depauperatum
Cyptotrama depauperatum är en svampart som beskrevs av Singer 1977. Cyptotrama depauperatum ingår i släktet Cyptotrama och familjen Physalacriaceae.   Inga underarter finns listade i Catalogue of Life.